# Млинівка (притока Стривігору)
Мли́нівка — річка в Україні, у межах Самбірського району Львівської області. Права притока Стривігору (басейн Дністра).

## Опис
Довжина річки 12 км, площа басейну 40 км². Річище слабозвивисте, у нижній течії каналізоване та обваловане.

## Розташування
Витоки розташовані на північний	захід від села Морозовичі. Річка тече спершу на північний схід, потім на південний схід, у межах міста Самбора знову тече на північний схід, а в пригирловій частині — на північ. Впадає до Стривігору на захід від села Бабина. 
Притоки: Рудний (ліва), Дубрівка та невеликі потічки.
- Більша частина Млинівки упродовж майже 7 км проходить через місто Самбір. Через це річка дуже забруднена і засмічена.